# Rubén Sellés
Rubén Sellés Salvador (Valencia, 15 de junio de 1983), más conocido como Rubén Sellés, es un entrenador de fútbol español. Actualmente dirige al Sheffield United de la EFL Championship.

## Trayectoria
Sellés comenzó su carrera como entrenador en la temporada 2008-09 como preparador físico en el club griego del Aris Salónica Fútbol Club de la Superliga de Grecia, formando parte del personal de Quique Hernández y posteriormente de Mazinho. 
En julio de 2009, Sellés regresó a España para desempeñar un papel similar en el equipo juvenil del Villarreal CF, en el que trabajó hasta diciembre de 2019.
En enero de 2010, Sellés viajó a Rusia y firmó como segundo entrenador de Aleksandr Pobegalov en el FC Shinnik Yaroslavl de la Liga Nacional de Fútbol de Rusia, en el que trabaja hasta diciembre de 2010.
En julio de 2011, Sellés volvió al Aris Salónica Fútbol Club para ser segundo entrenador durante la temporada 2011-12, trabajando en los cuerpos técnicos de Manuel Machado, Michal Probierz, Sakis Tsiolis y Giannis Michalitsos.
En julio de 2012, firmó como segundo entrenador del Neftchi Baku, donde permaneció hasta diciembre de 2014, siendo asistente de los entrenadores Boyukagha Hajiyev, Arif Asadov, Nazim Suleymanov y Tarlan Ahmadov.
En enero de 2015, Sellés firmó como analista de datos por club noruego del Strømsgodset Toppfotball, trabajando para David Nielsen. En julio de 2015, se convirtió en el segundo entrenador del Qarabağ FK de la Liga Premier de Azerbaiyán, cargo que desempeñó hasta diciembre de 2017.
En julio de 2018, Sellés se unió al club danés del Aarhus GF de la Superliga danesa, como segundo entrenador de David Nielsen con el que ya había trabajado en el Strømsgodset Toppfotball. En el equipo danés lograría ganar la Superliga danesa 2020, su primer trofeo en más de 20 años.
En julio de 2020, regresó a su ciudad natal y firmó como primer entrenador del juvenil "B" del Valencia CF.
El 1 de enero de 2021, Sellés se incorporó al FC Copenhagen de la Superliga danesa como segundo entrenador de Jess Thorup. El 10 de junio de 2022, se marchó del FC Copenhagen para firmar como asistente de Ralph Hasenhüttl en el Southampton de la Premier League.
El 7 de noviembre de 2022, el Southampton despidió a Ralph Hasenhüttl y Sellés quedó a cargo del primer equipo del conjunto inglés. Sellés dirigió durante un partido a los "Saints" antes del nombramiento del nuevo entrenador Nathan Jones, un empate 1-1 contra el Sheffield Wednesday en la Copa EFL el 9 de noviembre de 2022, en el que el Southampton Football Club avanzó a la siguiente ronda después de una tanda de penaltis. El 12 de febrero de 2023, volvió al cargo de entrenador interino tras la destitución de Nathan Jones. Tras conseguir una sorprendente victoria a domicilio ante el Chelsea, el club lo ratificó como técnico hasta final de temporada. El 24 de mayo de 2023, el club confirmó que no renovará su contrato cuando expire al final de la temporada.
El 26 de junio de 2023, Reading anunció un acuerdo con Sellés para convertirse en su nuevo entrenador del primer equipo, sujeto a una solicitud de visa de trabajo exitosa. Después de una temporada y media, dejó el club para asumir al frente del Hull City en diciembre de 2024 donde firmó un contrato hasta junio de 2027. A pesar de haber salvado al club del descenso, fue relevado de sus funciones el 15 de mayo.
El 18 de junio de 2025, asumió al frente del Sheffield United.

## Clubes

### Como entrenador
| Club                                      | País       | Año           |
| ----------------------------------------- | ---------- | ------------- |
| Aris Salónica (Preparador Físico)         | Grecia     | 2008-2009     |
| Villarreal CF Juvenil (Preparador Físico) | España     | 2009          |
| Shinnik Yaroslavl (2.º Entrenador)        | Rusia      | 2010          |
| Aris Salónica (2.º Entrenador)            | Grecia     | 2011-2012     |
| Neftchi Baku (2.º Entrenador)             | Azerbaiyán | 2012-2014     |
| Strømsgodset Toppfotball (Analista Jefe)  | Noruega    | 2015          |
| Qarabağ FK (2.º Entrenador)               | Azerbaiyán | 2015-2017     |
| Aarhus GF (2.º Entrenador)                | Dinamarca  | 2018-2020     |
| Valencia CF Juvenil "B"                   | España     | 2020          |
| FC Copenhagen (2.º Entrenador)            | Dinamarca  | 2021-2022     |
| Southampton (2.º Entrenador)              | Inglaterra | 2022          |
| Southampton (Interino)                    | Inglaterra | 2022          |
| Southampton                               | Inglaterra | 2023          |
| Reading                                   | Inglaterra | 2023-2024     |
| Hull City                                 | Inglaterra | 2024-2025     |
| Sheffield United                          | Inglaterra | 2025-presente |

## Estadísticas como entrenador
| Equipo                      | Div.                | Temporada           | Liga | Liga | Liga | Liga | Liga |    | Copa | Copa | Copa | Copa |   | Internacional | Internacional | Internacional | Internacional | Internacional |   | Otros | Otros | Otros | Otros |    | Totales     | Totales | Totales | Totales | Totales | Totales | Totales | Totales |
| Equipo                      | Div.                | Temporada           | PD   | G    | E    | P    | Pos. | PD | G    | E    | P    | PD   | G | E             | P             | Pos.          | PD            | G             | E | P     | PD    | G     | E     | P  | Rendimiento | GF      | GC      | Dif.    |         |         |         |         |
| --------------------------- | ------------------- | ------------------- | ---- | ---- | ---- | ---- | ---- | -- | ---- | ---- | ---- | ---- | - | ------------- | ------------- | ------------- | ------------- | ------------- | - | ----- | ----- | ----- | ----- | -- | ----------- | ------- | ------- | ------- | ------- | ------- | ------- | ------- |
| Southampton Inglaterra      | 1.ª                 | 2022-23             | 16   | 2    | 4    | 10   | 20.º | 2  | 0    | 1    | 1    | -    | - | -             | -             | -             | -             | -             | - | -     | 18    | 2     | 5     | 11 | 20.37%      | 20      | 36      | -16     |         |         |         |         |
| Southampton Inglaterra      | Total               | Total               | 16   | 2    | 4    | 10   | -    | 2  | 0    | 1    | 1    | -    | - | -             | -             | -             | -             | -             | - | -     | 18    | 2     | 5     | 11 | 20.37%      | 20      | 36      | -16     |         |         |         |         |
| Reading Inglaterra          | 3.ª                 | 2023-24             | 46   | 16   | 11   | 19   | 17.º | 4  | 2    | 1    | 1    | -    | - | -             | -             | -             | 5             | 3             | 2 | 0     | 55    | 21    | 14    | 20 | 46.66%      | 98      | 79      | +19     |         |         |         |         |
| Reading Inglaterra          | 3.ª                 | 2024-25             | 17   | 9    | 3    | 5    | Inc. | 3  | 2    | 1    | 0    | -    | - | -             | -             | -             | 3             | 2             | 0 | 1     | 23    | 13    | 4     | 6  | 62.32%      | 44      | 31      | +13     |         |         |         |         |
| Reading Inglaterra          | Total               | Total               | 63   | 25   | 14   | 24   | -    | 7  | 4    | 2    | 1    | -    | - | -             | -             | -             | 8             | 5             | 2 | 1     | 78    | 34    | 18    | 26 | 51.28%      | 142     | 110     | +32     |         |         |         |         |
| Hull City Inglaterra        | 2.ª                 | 2024-25             | 27   | 9    | 7    | 11   | 21.º | 1  | 0    | 1    | 0    | -    | - | -             | -             | -             | -             | -             | - | -     | 28    | 9     | 8     | 11 | 41.66%      | 28      | 28      | +0      |         |         |         |         |
| Hull City Inglaterra        | Total               | Total               | 27   | 9    | 7    | 11   | -    | 1  | 0    | 1    | 0    | -    | - | -             | -             | -             | -             | -             | - | -     | 28    | 9     | 8     | 11 | 41.66%      | 28      | 28      | +0      |         |         |         |         |
| Sheffield United Inglaterra | 2.ª                 | 2025-26             | 2    | 0    | 0    | 2    | -    | 1  | 0    | 0    | 1    | -    | - | -             | -             | -             | -             | -             | - | -     | 3     | 0     | 0     | 3  | 0%          | 2       | 7       | -5      |         |         |         |         |
| Sheffield United Inglaterra | Total               | Total               | 2    | 0    | 0    | 2    | -    | 1  | 0    | 0    | 1    | -    | - | -             | -             | -             | -             | -             | - | -     | 3     | 0     | 0     | 3  | 0%          | 2       | 7       | -5      |         |         |         |         |
| Total en su carrera         | Total en su carrera | Total en su carrera | 108  | 36   | 25   | 47   | -    | 11 | 4    | 4    | 3    | -    | - | -             | -             | -             | 8             | 5             | 2 | 1     | 127   | 45    | 31    | 51 | 43.57%      | 192     | 181     | +11     |         |         |         |         |
| 1. 2.                       |                     |                     |      |      |      |      |      |    |      |      |      |      |   |               |               |               |               |               |   |       |       |       |       |    |             |         |         |         |         |         |         |         |

#### Resumen por competiciones
| Competición      | Partidos | Ganados | Empatados | Perdidos | %      |
| ---------------- | -------- | ------- | --------- | -------- | ------ |
| EFL League One   | 63       | 25      | 14        | 24       | 47.09% |
| EFL Championship | 29       | 9       | 7         | 13       | 39.08% |
| Premier League   | 16       | 2       | 4         | 10       | 20.83% |
| FA Cup           | 6        | 3       | 1         | 2        | 55.56% |
| EFL Cup          | 5        | 1       | 3         | 1        | 40%    |
| EFL Trophy       | 8        | 5       | 2         | 1        | 70.83% |
| TOTAL            | 127      | 45      | 31        | 51       | 43.57% |